# Kritische Studien zur Geschichtswissenschaft
Kritische Studien zur Geschichtswissenschaft (KSG) ist eine geschichtswissenschaftliche Buchreihe, die im Verlag Vandenhoeck & Ruprecht in Göttingen erscheint.
Sie wurde 1972 von Hans-Ulrich Wehler, Helmut Berding, Jürgen Kocka und Hans-Christoph Schröder begründet, wobei der wesentliche Impuls von Hans-Ulrich Wehler ausging. Die Gründer blieben bis 1977 (Hans-Christoph Schröder), bis 2001 (Hans-Ulrich Wehler und Helmut Berding) bzw. bis 2013 (Jürgen Kocka) auch Herausgeber der Reihe.
Die Reihe diente zunächst vor allem als Sprachrohr der Historischen Sozialwissenschaft (Bielefelder Schule) und enthielt vorwiegend sozialgeschichtliche Studien, bevor sie sich seit etwa der zweiten Hälfte der 1990er Jahre stärker pluralisierte und verstärkt auch Kultur- und Wissenschaftsgeschichte berücksichtigte. Die Kritischen Studien zur Geschichtswissenschaft sind bis heute eine der angesehensten Reihen der deutschsprachigen Geschichtswissenschaft. 
Bei den veröffentlichten Titeln handelt es sich vornehmlich um Qualifikationsarbeiten (Dissertationen und Habilitationsschriften), die von den Herausgebern eingehend überprüft werden. Zuweilen werden auch Aufsatzsammlungen bekannter Wissenschaftler oder Sammelbände veröffentlicht. Inhaltlicher Schwerpunkt ist die Geschichte des 18. bis 20. Jahrhunderts, wobei die analytische Geschichtswissenschaft sowie die Beschreitung von konzeptionellem Neuland im Vordergrund stehen.
Herausgeber der Reihe sind Hans-Peter Ullmann (seit 1994, Band 102), Paul Nolte (seit 2003, Band 159), Dieter Gosewinkel (seit 2010, Band 190), Gunilla Budde (seit 2011), Alexander Nützenadel, Christina Morina (seit 2020, Band 236) und Kiran Klaus Patel (seit 2021, Band 242) (Stand 2023).

## Titel
In der Reihe sind bisher über 240 Titel erschienen (Stand 2023).
→ Kritische Studien zur Geschichtswissenschaft/Titel